# Kostel Nanebevzetí Panny Marie (Bukovec, okres Plzeň-jih)
Kostel Nanebevzetí Panny Marie je původně románský kostel ve vesnici Bukovec v okrese Plzeň-jih.

## Historie kostela
Kostel pochází ze 3. čtvrtiny 12. století, kdy ho podle Palackého nechali vystavět bratři Mutina a Dobrohost z Bukovce. Kostel byl goticky přestavěn v 1. polovině 14. století. Dalších stavebních úprav se mu dostalo roku 1772 a 1910. Po roce 1989 přešel do rukou obce, která v té době zdevastovaný kostel částečně zrekonstruovala, a tak byl roku 2010 znovuvysvěcen.

## Architektura
Z původního románského kostela se dochovala věž se sdruženým oknem románským půlkruhovým portálkem na tribunu, který byl v baroku nahrazen kruchtou a kvádrové zdivo podél lodi. Při gotické přestavbě byl kostel rozšířen o presbytář s žebrovými klenbami, gotickým sanktuářem a sedilem. Dále z doby okolo roku 1400 pochází plaménkové kroužky okolo gotických oken.
Kostel Nanebevzetí Panny Marie v Bukovci je původně románský kostel z doby kolem roku 1200. Jednalo se o starý pevnostní kostel. Z původního románského kostela se dochovala věž se sdruženým oknem a románským půlkruhovým portálkem na tribuně, který byl v baroku nahrazen kruchtou, a kvádříkovým zdivem podél lodi. Chór byl přistavěn kolem roku 1300. V první polovině 14. století došlo k rozšíření kostela. Při gotické přestavbě byl kostel rozšířen o presbytář s žebrovými klenbami, gotickým sanktuářem a sedilem (v kostele nebo středověkém domě výklenek se sedadlem). Kostel byl upraven roku 1722. V 18. století byl kostel uvnitř restaurován, 1855 pak zvenku, a ještě před první světovou válkou opatřen novou malbou. 

## Stavební podoba
Jedná se o jednolodní orientovaný kostel s věží v ose západního průčelí. Na jižní straně se nachází předsíň a k východnímu chóru na severu přiléhá patrová sakristie. Průčelí lodi i chóru je opatřeno opěrnými pilíři. Okna jsou lomená s hlubokými ostěními s původními kružbami. Jižní lomený a bohatě profilovaný vstupní portál kryje předsíň. Hranolová věž je hladce omítaná a je opatřena úzkými okénky. Z boku ji kryje vykrajovaný štít kostela. Střechy jsou valbové a pultové, na věži je nízký stan. Interiér lodi je osvětlený dvěma okny a kryje jej kazetový strop s ornamentální malbou. V západní části je vložena sloupky podepřená dřevěná kruchta. Vítězný oblouk s lomenou archivoltou se otevírá do chóru, zaklenutého jedním polem křížové klenby a závěrem. Žebra jsou hrušková. V jižní zdi chóru je zachován profilovaný rám sedile, v severní sanktuář. Sakristie je přístupná sedlovým portálem, má valenou tunelovou klenbu s lunetami. 

## Zajímavosti
V kostele se nacházela cenná gotická Pieta z 1. poloviny 15. století.
V poslední době byl zrekonstruován cenný kazetový strop na lodi kostela.
Z krypty kostela vedou údajně podzemní chodby do bukovského zámku, odkud pak pokračují do zámků v Čečovicích a v Horšovském Týně.
Kostel je kulturní památkou. Jedná se o jednu z nejstarších staveb v okrese, která dokládá stáří zdejšího osídlení. V kostele se konají mše, koncerty nebo dokonce i svatby. Do kostele dojíždí děti z nejrůznějších církevních škol. 